# Íbis SC
Íbis SC is een Braziliaanse voetbalclub uit Paulista in de staat Pernambuco.

## Geschiedenis
De club werd opgericht in 1938 opgericht en werd vernoemd naar de vogelsoort. De club heeft de pejoratieve bijnaam de slechtste club ter wereld omdat de club tussen 1980 en 1984 drie jaar en elf maanden zonder zege bleef. De club speelde 46 seizoenen in de hoogste klasse van de staatscompetitie. Van 1947 tot 1994 met enkele onderbrekingen en een laatste seizoen in 2000. 